# Pierella chalybeae
Pierella chalybeae är en fjärilsart som beskrevs av Frederick DuCane Godman 1905. Pierella chalybeae ingår i släktet Pierella och familjen praktfjärilar. Inga underarter finns listade i Catalogue of Life.